# Jennifer Egan
Pour les articles homonymes, voir Egan.
Œuvres principales
- Qu'avons-nous fait de nos rêves ?

Jennifer Egan, née le 7 septembre 1962 à Chicago, est une romancière américaine. Elle est également l'auteur de nouvelles, dont un certain nombre a été publié dans les magazines The New Yorker, Harper's, Zoetrope: All-Story (en) et Ploughshares. Son roman Qu'avons-nous fait de nos rêves ? (A Visit From the Goon Squad) remporte le prix Pulitzer de la fiction en 2011.

## Œuvres

### Romans
- La Parade des anges, Belfond, 1996 ((en) Invisible Circus, Riverhead, 1995), trad. Hugues Leroy  (ISBN 2-7144-3301-4)Réédition, Pocket no 10757, 2005 (ISBN 2-266-09523-4) ; réédition, Points no P3287, 2014 (ISBN 978-2-7578-3499-2)
- L'Envers du miroir, Belfond, 2003 ((en) Look at Me, Riverhead, 2001), trad. Julie Sibony  (ISBN 2-7144-3890-3)Réédition, Points no P3062, 2013 (ISBN 978-2-7578-3497-8)
- Le Donjon, Stock, 2015 ((en) The keep, 2006), trad. Sylvie Schneiter  (ISBN 978-2-234-07816-1)Réédition, Points no P4424, 2016 (ISBN 978-2-7578-6041-0)
- Qu'avons-nous fait de nos rêves ?, Stock, 2012 ((en) A Visit from the Goon Squad, Riverhead, 2010), trad. Sylvie Schneiter  (ISBN 978-2-23407-163-6)Réédition, Points no P3076, 2013 (ISBN 978-2-7578-3432-9) - Prix Pulitzer de la fiction en 2011
- Manhattan Beach, Robert Laffont, 2018 ((en) Manhattan Beach, 2017), trad. Aline Weill  (ISBN 978-2-221-20342-2)Réédition, 10/18 no 5465, 2019 (ISBN 978-2-264-07490-4)
- (en) The Candy House, 2022

### Recueils de nouvelles
- Ville émeraude et autres nouvelles, Robert Laffont, 2020 ((en) Emerald city and other stories), trad. Aline Weill  (ISBN 978-2-221-21627-9)Réédition, 10/18 no 5654, 2021 (ISBN 978-2-264-07507-9)